# Apogon semiornatus
Apogon semiornatus är en fiskart som beskrevs av Peters, 1876. Apogon semiornatus ingår i släktet Apogon och familjen Apogonidae. Inga underarter finns listade i Catalogue of Life.

## Bildgalleri

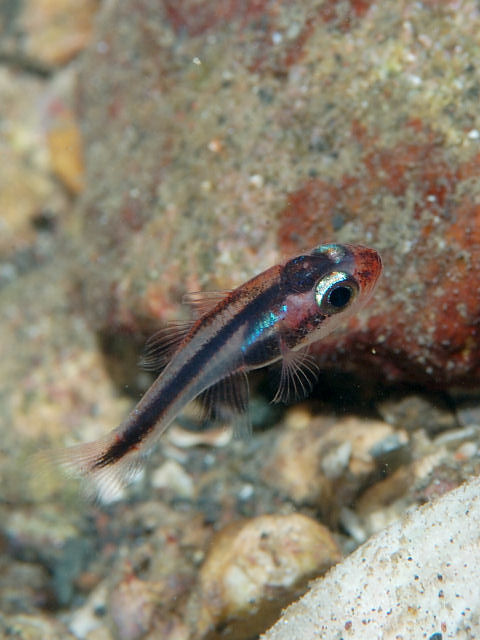
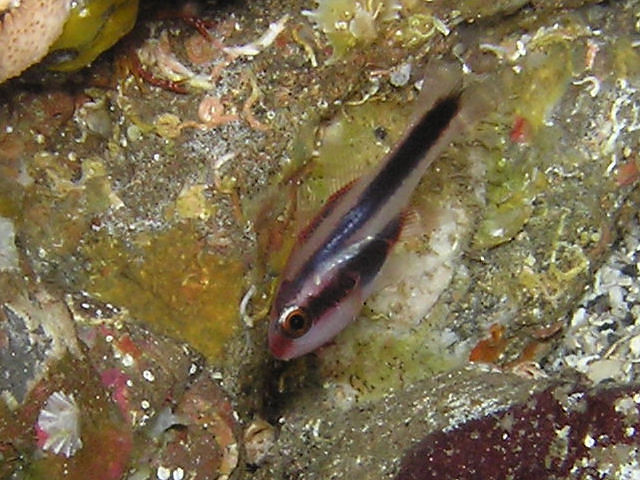